# Rosie Tabora
Rosie Kabeya Tabora (ur. 24 lutego 1995) – kongijska zapaśniczka walcząca w stylu wolnym. Brązowa medalistka igrzysk afrykańskich w 2023 i piąta w 2015. Trzecia na mistrzostwach Afryki w 2025; czwarta w 2022. Piąta na igrzyskach frankofońskich w 2023 roku.  